# 켈리스쿨

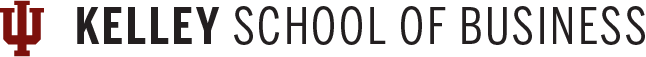

켈리 스쿨(영어: Kelley School of Business)은 미국 인디애나 대학교 블루밍턴의 경영대학이다 (a.k.a. 켈리경영대학, 켈리 비즈니스 스쿨). 세계 최대 규모의 명문 비즈니스 스쿨로, 1920년 인디애나 대학교 상업·재무대학으로 설립된 후 1997년 동문 E.W. Kelley (Steak n Shake 전 회장)의 기부로 재 명명되었다. 2019년 기준 약 7,900명의 학부생과 2,700여명의 대학원생이 등록되어 있고, 약 170,000명의 졸업생이 전 세계 각지에서 활동 중이다.

## 랭킹
블룸버그 비즈니스 위크는 켈리 스쿨의 MBA과정을 전미 15위, 공립대학 4위에 선정하였다. 비즈니스 위크와 프린스턴 리뷰는 교육의 질(Teaching quality) 평가 항목에서 전미 1위에 선정하였다. 최근, 비즈니스 위크는 켈리 스쿨의 학부과정을 4위에 선정하였다. 같은 연도의 보고에서, 기업가 정신(Entrepreneurship)과정은 전미 1위에 선정되었다.
2022년 U.S. News는 다음의 학부 과정들을 전미 탑10으로 선정하였다.
- 회계: 4위
- 기업가정신: 4위
- 재무: 9위
- 일반경영: 6위
- 경영정보시스템: 6위
- 마케팅: 3위
- 생산/운영관리: 7위

## 같이 보기
- 경제학